# Ljubavnica
Ljubavnica je žena koja s muškarcem održava manje ili više dugotrajnu ljubavnu vezu, a da za nije vezana brakom. Izraz se specifično rabi za situacije u kojima je muškarac u braku s drugom ženom. Odnos muškarca i njegove ljubavnice može biti dugotrajan i stabilan; njih dvoje, međutim, ne žive zajedno i ne tvore izvanbračnu zajednicu. Obično nastoje svoju vezu održati tajnom. 

## Vanjske poveznice
- Wikitree.com popis ljubavnica Karla II i njihovih vanbračnih potomaka